# Talpa martinorum
Talpa martinorum és una espècie d'eulipotifle de la família dels tàlpids. És endèmic de Tràcia (Bulgària i Turquia), on viu a altituds de fins a 445 msnm o més. Els seus hàbitats naturals inclouen els prats, les pastures, els horts, els turons, els boscos i els camps de conreu en ús o abandonats. Aquest tàxon fou anomenat en honor dels zoòlegs russos Vladímir Martino i Ievguénia Martino. Com que fou descoberta fa poc, encara no se n'ha avaluat l'estat de conservació.